# Patch Adams
Hunter Doherty Adams, detto Patch (Washington, 28 maggio 1945), è un medico, attivista e scrittore statunitense fondatore del Gesundheit! Institute nel 1971 e riconosciuto come l'ideatore della clownterapia.
Ogni anno organizza gruppi di volontari, provenienti da tutto il mondo, per recarsi presso vari ospedali di diversi Paesi del mondo, travestiti da clown, con l'obiettivo di far riscoprire l'umorismo agli orfani e agli ammalati.

## Biografia

### La fase giovanile e l'amore per la scienza
Patch Adams è nato il 28 maggio 1945 a Washington da Anna Campbell Stewart Hunter e Robert Loughridge Adams. A causa dei trasferimenti del padre, ufficiale dell'Esercito degli Stati Uniti, però, lui e la sua famiglia si spostavano di continuo: visse in Germania per sette anni, in Giappone per tre, in Texas e Oklahoma e in molti altri posti per periodi più brevi.
Tutto un tratto la sua vita cambiò drasticamente: suo padre, malato di cuore, anche per le devastanti esperienze di guerra, morì per un infarto quando Adams aveva appena 16 anni. Questa perdita lo segnò moltissimo anche perché nell'ultima settimana di vita aveva avuto finalmente modo di avvicinarsi al padre dopo che questi per anni era stata una figura assente nella sua vita.
Con la madre e il fratello si trasferì in Virginia del Nord e seguirono i 3 anni più tumultuosi della sua vita. Per un breve periodo di tempo furono ospitati da uno zio che divenne il suo surrogato di padre. Divenne un alunno ribelle e un anticonformista: scriveva articoli contro la segregazione, l'ipocrisia religiosa e la guerra.

Seguirono una serie di dolorose esperienze: si ammalò di ulcera, che i medici sbagliarono a curare; la ragazza di cui era innamorato, Donna, lo lasciò; lo zio si suicidò. Tutto ciò contribuì a far precipitare il suo già instabile equilibrio interiore. Pensò di togliersi la vita, ma il desiderio della morte non era poi così maturo, tanto che tornò dalla madre alla quale disse:

### Uno studentesui generis
Dopo aver lasciato l'ospedale, decise di intraprendere lo studio della medicina all'università. Furono tuttavia anni difficili, perché l'ambiente accademico rigoroso di quel tempo non accettava il modo rivoluzionario con cui Patch intendeva curare i pazienti: si infiltrava tra i reparti senza alcuna autorizzazione già dal primo anno di università (pratica riservata solo agli studenti dal terzo anno di medicina) per stare vicino a dei malati terminali o bambini in gravi condizioni di salute, presentandosi sempre in modo comico e originale. Tale concezione stravolse alcuni dei concetti-cardine della medicina occidentale moderna. Venne accusato di "troppa allegria" e minacciato di espulsione. Di fronte alla commissione che doveva giudicare il suo caso, Patch Adams pronunciò un discorso che lo ha reso celebre. Ottenne la laurea nel 1971. Sposò nel 1975 Linda Edquist, una volontaria della clinica al Virginia Commonwealth University, conosciuta durante l'ultimo anno di medicina e da cui ebbe due figli; nel 1998 divorziò.

## Il Gesundheit
Dopo la laurea lavorò all'ospedale della Georgetown University. Animato dalla volontà di mettere in pratica le sue teorie mediche alternative, Patch Adams trasformò la casa in cui viveva in una clinica aperta a chi soffre. Assieme a un gruppo di volontari riuscì, in dieci anni, a prestare cure gratuite a circa 15000 malati senza chiedere compensi in denaro o di altra natura perché convinti che la guarigione doveva essere un interscambio umano amorevole e non una transazione commerciale. Nel 1977 comprò un terreno nel North Carolina, dove progettò di costruire una clinica vera e propria. Vista dall'alto, la costruzione, nelle intenzioni di Patch Adams, doveva riprodurre la sagoma di un clown. A questo scopo fondò il Gesundheit! Institute (in tedesco significa salute). Si trattava di un progetto ambizioso, anche dal punto di vista economico, 15 milioni di dollari il costo previsto. Il Gesundheit! Institute fu pensato come una comunità per la libera assistenza sanitaria su un terreno di 316 acri (128 ettari) in West Virginia (Pocahontas County) con l'obiettivo di integrare, in un tradizionale ospedale, sia la medicina alternativa che l'organizzazione di programmi educativi in via di sviluppo sostenibile e impartire inoltre un modello di organizzazione sanitaria da offrire a studenti di medicina e al pubblico in generale.
La "ricetta Adams" si basa su una combinazione di umorismo e divertimento, che rappresentano, secondo lui, "ingredienti" essenziali per la guarigione fisica e mentale del paziente. All'ingresso dell'Ospedale si può leggere una celebre frase che recita:

## La notorietà
Nel 1983 apparve il primo articolo sul Gesundheit! nella rivista Prevention a cui seguirono tanti altri che contribuirono a dare notorietà al "metodo Patch". Iniziò anche a tenere conferenze e seminari sui suoi progetti e sulla sua filosofia della guarigione; realizzò anche presentazioni teatrali le quali, insieme ad altre produzioni, contribuirono a raccogliere fondi per le spese di sopravvivenza.
Seguirono anche numerosi viaggi: nel 1985 fu in Unione Sovietica, dove ritornò spesso; nel 1986, si recò presso l'Università nel Minnesota ad un convegno sulla medicina preventiva, e il suo intervento ricevette la valutazione migliore, tanto che il coordinatore del convegno scrisse: 
Nel 1989 si recò in Georgia per un altro convegno. Era diventato ormai una personalità nota e il suo messaggio si diffondeva anche per radio e televisione. Riceveva anche decine di migliaia di lettere da persone che volevano incoraggiarlo ed aiutarlo: rispose ad ogni lettera.
Il suo forte e proficuo impegno nel sociale lo rese famoso in tutto il mondo, al punto che è stato dedicato al suo operato il film Patch Adams, interpretato da un brillante Robin Williams che ne romanza la vita, pur riportando prevalentemente episodi realmente accaduti. Il 29 gennaio 1997 Adams riceve un premio per la Pace. Il 20 aprile 2007 gli viene conferita la laurea honoris causa in pedagogia dall'Università di Bologna assieme a Miloud Oukili.

## La ricetta di Patch: un ideale di pratica medica

### Humour e guarigione
Secondo Adams, lo humour è stato da sempre ritenuto salutare, in tutta la storia da Ippocrate a Sir. William Osler. La ricerca ha dimostrato che ridere incrementa la secrezione di sostanze chimiche naturali, catecolamine ed endorfine, che fanno sentire vivaci e in forma. Diminuisce invece la secrezione del cortisolo e abbassa il tasso di sedimentazione, il che implica una stimolazione della risposta immunitaria. L'ossigenazione del sangue incrementa e l'aria residua nei polmoni diminuisce. Le pulsazioni del cuore inizialmente diventano più rapide e la pressione del sangue aumenta, poi le arterie si rilassano, causando la diminuzione delle pulsazioni e della pressione. La temperatura della pelle si alza in conseguenza di una circolazione periferica maggiore. Quindi il riso sembra avere un effetto positivo su molti problemi cardiovascolari e respiratori.

### La morte divertente
Patch crede inoltre che il morente debba sentirsi amato, ecco perché è bene circondarlo degli affetti familiari e degli amici. 
Per divertente Patch intende semplicemente qualsiasi cosa un individuo consideri ideale, nei limiti del realizzabile. Questa pratica è comunque rivolta alla persona che sta morendo, non specificamente a quanti continueranno a vivere.

## Opere
- Salute! Ovvero come un medico clown cura gratuitamente i pazienti con l'allegria e con l'amore, Apogeo, Milano, 2004, pp. 262.
- House Calls. How we can all heal the world one visit at a time by Patch Adams, Cartoons bj Jerry Van Amerogen, Robert Reed. Ed. San Francisco 1998